# مسجد حراء (غاتوياكو)
مسجد حراء أو مسجد غاتوياكو هو مسجد يقع في بلدة غاتوياكو التابعة لمدينة ايشيكاوا التابعة لمحافظة تشيبا  في اليابان.

## التاريخ
في عام 1997 أنشأ مسجد حراء في بلدة غاتوياكو التابعة لمدينة إيشيكاوا في محافظة تشيبا، وذلك من خلال شراء مبنى من طابقين والذي كان بار في وقت سابق، وخلال الفترة (2003 - 2004) أعيد بناء المسجد وذلك للحاجة إلى زيادة القدرات الاستيعابية للمسجد فضلا عن سوء حالة المبنى بسبب قدم عمر المبنى القائم، وتبلغ قدرة المسجد الاستيعابة أكثر من 200 مصلي في وقت واحد .

## الأنشطة
يقيم مسجد حراء العديد من الأنشطة وتحتوي على العديد من المرافق المساندة وهذ الأنشطة :
- الصلوات الخمس وصلاة الجمعة وصلاة التراويح .
- دارين لتعليم القرآن الكريم في كل يوم سبت باللغة الإنجليزية واللغة الأردية .
- دار شهري لتعليم الحديث النبوي باللغة اليابانية .
- تدريس القرآن الكريم تلاوة وخفظ وتجويد للأطفال .
- التربية الإسلامية للأطفال دون سن المدرسة في المساء .
- إجراء عقد النكاح .
- مكتبة .

## وصلات خارجية
- الموقع الرسمي لمنظمة مساجد اليابان